# Angel Delgadillo
Angel Delgadillo (Seligman, 19 de abril de 1927) é um barbeiro e empresário americano, que foi apelidado de "anjo da guarda" da Rota 66 dos EUA. Ele é o principal fundador da Historic Route 66 Association of Arizona (Associação da Rota 66 Histórica do Arizona), criada em 1987 para fazer campanha pela sinalização "Historic Route 66" na antiga rodovia dos EUA; iniciativas semelhantes foram criadas em todos os estados da Rota 66 dos EUA.
Ao longo dos anos, ele foi mencionado em vários guias e sites dos Estados Unidos e até mesmo da República Tcheca que fornecem informações sobre a estrada. Seu falecido irmão Juan operava um restaurante em Seligman, o Delgadillo's Snow Cap Drive-In.

## Biografia
Delgadillo nasceu em 19 de abril de 1927, ao longo da Rota 66 dos EUA em Seligman, Arizona. Ele testemunhou o êxodo dos Okie devido ao Dust Bowl na década de 1930, o movimento de homens e materiais durante a Segunda Guerra Mundial e a ascensão e queda da estrada. Em 1947, ele se formou na Seligman High School. Quando adulto, dirigiu uma barbearia na cidade (fundada em 22 de maio de 1950) e abriu uma loja de presentes dentro de seu negócio, ao longo da estrada histórica.

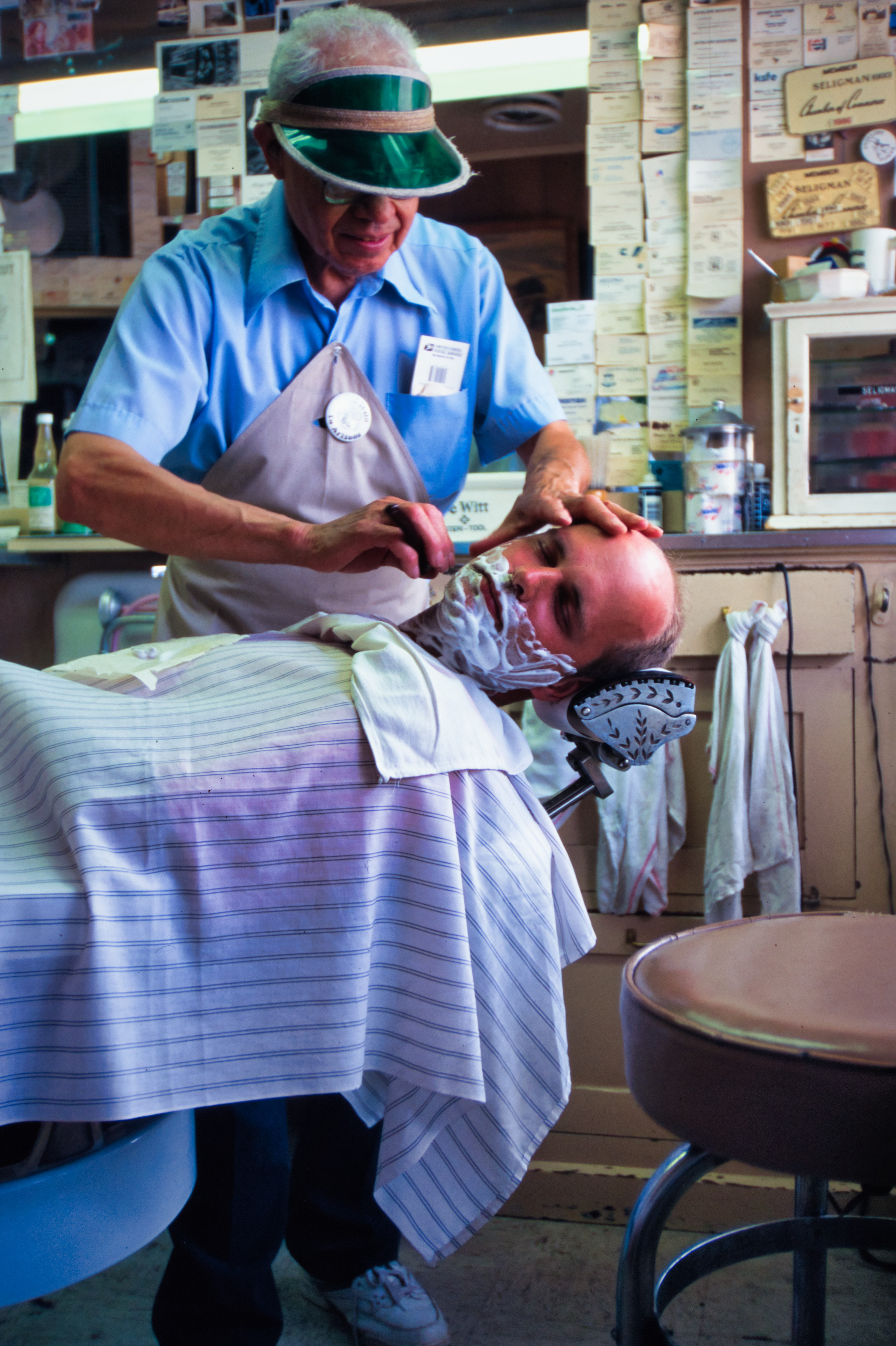
Foto de 1995 do barbeiro Angel Delgadillo, fazendo a barba de um cliente em sua loja em Seligman.

Após o declínio e a eventual exclusão da rota do Sistema Rodoviário dos Estados Unidos em 1985, ele fundou a Historic Route 66 Association of Arizona. Route 66 Association foram fundadas em todos os oito estados da US 66 com um objetivo semelhante: preservar a outrora importante estrada.
Enquanto pesquisava a história da Rota 66 para o filme Carros, da Pixar, de 2006, John Lasseter conheceu Delgadillo, que lhe contou como o tráfego na cidade praticamente desapareceu no dia em que a vizinha Interstate 40 foi inaugurada. No filme, Sally Carrera (um carro Porsche 996 ginomórfico animado) serve como veículo para transmitir essa mensagem em um flashback de 3 minutos e meio no qual a cidade e a rodovia dos EUA desaparecem literalmente do mapa. Foi dito que Delgadillo ajudou a inspirar o filme por meio de sua paixão pela estrada.
Ao longo dos anos, ele se tornou uma atração ao longo da estrada, com pessoas parando para conversar com ele e vindo de todas as partes do mundo apenas para conhecê-lo. Quando a Associated Press o estava entrevistando, ele se encontrou com turistas da Europa e da Ásia.
Por seu trabalho na promoção da Rota 66, Delgadillo foi chamado de "O Pai da Estrada Mãe", "O Anjo da Guarda da Rota 66" e "O Embaixador". A história de Angel foi imortalizada na música "Angel Delgadillo", escrita pelo ex-membro do Kingston Trio, John Stewart, em seu álbum "Rough Sketches".